# Kystmuseet i Sogn og Fjordane
Kystmuseet i Sogn of Fjordane är ett norskt arbetslivsmuseum i Florø i Kinns kommun i Vestland fylke, som grundades 1980. Det ingår sedan 2009 i Musea i Sogn og Fjordane.
Museet äger en mindre museianläggning i Gulen og Selje, Gulen Fiskarbondemuseum.
Vid museet finns en sjöbod med grå timmerväggar och orange tak, som ursprungligen stod på Batalden och som användes under den period på 1800-talet, då många fiskare och uppköpare drog till trakten av Kinn för att delta i det rika sillfisket. I boden tog de emot sillen och saltade den i tunnor. Vid slutet av 1920-talet flyttades boden till Sunnfjord Museum, som på den tiden låg i Førde centrum. Då museet flyttade till Movika, togs inte boden med, utan monterades i stället ned och lagrades i Florø tills Kystmuseet bildades och museet tog över ägandeskapet. Boden återuppsattes på museiområdet 1992. Boden inrymmer en fast utställning om sillfiske i Kinn-området, samt em utställning om sill och havsforskning på andra våningen. 
Kystmuseet i Sogn of Fjordane övertog 2005 fiskefartyget MS Haugefisk, som byggdes 1978.